# Typhlops monensis
Typhlops monensis là một loài rắn trong họ Typhlopidae. Loài này được Schmidt mô tả khoa học đầu tiên năm 1926.